# Dawit Gwanzeladse
Dawit Gwanzeladse (georgisch დავით გვანცელაძე; * 28. März 1937 in Batumi; † 1. Mai 1984 in Tiflis) war ein sowjetischer Ringer. Er gewann die Bronzemedaille bei den Olympischen Spielen 1964 in Tokio im griechisch-römischen Stil im Leichtgewicht.

## Leben
Dawit Gwanzeladse wuchs in Georgien auf und wurde nach ersten Erfolgen im Jugendbereich nach Tiflis delegiert. Dort entwickelte er sich zu einem sowjetischen Spitzenringer im griechisch-römischen Stil. Im Jahre 1960 machte er erstmals nachhaltig auf sich aufmerksam, als er sowjetischer Meister im Leichtgewicht vor W. Fesenko und A. Korsakow wurde. Den Sprung zu den Olympischen Spielen dieses Jahres in Rom schaffte er aber noch nicht. Er stand aber in einer sowjetischen Mannschaft, die in Moskau gegen die Bundesrepublik Deutschland kämpfte. Dabei besiegte er den Silbermedaillengewinner von Rom im Weltergewicht Günther Maritschnigg aus Witten-Annen nach Punkten.
1961 rang er mit der sowjetischen Mannschaft dann zweimal in der Bundesrepublik Deutschland. Hier traf er zweimal auf Günther Maritschnigg und gewann beide Kämpfe.
Die Qualifikation für eine internationale Meisterschaft gelang Dawit Gwanzeladse erst 1963. Er startete für die Sowjetunion bei der Weltmeisterschaft in Helsingborg im Leichtgewicht. Mit vier Siegen und einem Unentschieden gegen Stevan Horvat aus Jugoslawien kam er hinter Horvat auf den 2. Platz und gewann damit die WM-Silbermedaille. Unter den von ihm besiegten Ringern waren auch Klaus Rost aus Witten, der die WM-Bronzemedaille gewann und Eckhard Schulz aus Rostock.
1964 vertrat Dawit Gwanzeladse die Sowjetunion bei den Olympischen Spielen in Tokio im Leichtgewicht. In Tokio gelangen ihm u. a. Siege über den deutschen Starter Franz Schmitt aus Mainz und die Weltmeister Stevan Horvat und Eero Tapio aus Finnland. Er unterlag aber gegen Valeriu Bularca aus Rumänien und Kazim Ayvaz aus der Türkei und gewann damit die Bronzemedaille.
Dawit Gwanzeladse gehörte auch in den folgenden Jahren noch zu den führenden Ringern in der Sowjetunion im Leichtgewicht, kam aber zu keinen Einsätzen bei internationalen Meisterschaften mehr.

## Meisterschaften
(OS = Olympische Spiele, WM = Weltmeisterschaft, GR = griech.-röm. Stil, Le = Leichtgewicht, bis 1961 bis 67 kg, ab 1962 bis 70 kg Körpergewicht, We = Weltergewicht, bis 1961 bis 73 kg, ab 1962 bis 78 kg Körpergewicht)
- 1962, 1. Platz, "Iwan-Poddubny"-Turnier in Moskau, GR, Le, vor Kyösti Lehtonen, Finnland u. Ion Gheorghe, Rumänien;
- 1963, 2. Platz, WM in Helsingborg, GR, Le, mit Siegen über Omer Pauwels, Belgien, Klaus Rost, BRD, Franz Berger, Österreich u. Eckhard Schulz, DDR u. einem Unentschieden gegen Stevan Horvat, Jugoslawien;
- 1964, 1. Platz, "Iwan-Poddubny"-Turnier in Moskau, GR, Le, vor Stevan Horvat u. Klaus Rost;
- 1964, Bronzemedaille, OS in Tokio, GR, Le, mit Siegen über Franz Schmitt, BRD, Stevan Horvat, Tokuaki Fujita, Japan u. Eero Tapio, Finnland u. Niederlagen gegen Valeriu Bularca, Rumänien u. Kazim Ayvaz, Türkei;
- 1967, 4. Platz, "Iwan-Poddubny"-Turnier in Moskau, GR, Le, hinter Wladimir Nowochatko, UdSSR, Antal Steer, Ungarn u. Eckhard Schulz